# Siljansöring
Siljansöring är en storvuxen stam av insjööring som lever i Siljan.
Siljansöringen kallas ibland också för siljanslax, vilket är felaktigt eftersom siljansöringen inte är en lax, Salmo salar. Siljansöringen tillhör arten Salmo trutta lacustris som ingår i familjen laxfiskar. En förklaring till benämningen siljanslax är att siljansöringen antar en blank dräkt under sin vistelse i Siljan. 
Siljansöringen är en lekvandrande fisk. 
Innan vattenkraftsutbyggnaden i Österdalälven vandrade öringen många mil uppströms för att leka. Under leken fångades siljansöring i älven ända upp mot Särna och i små vattendrag upp mot Härjedalsgränsen.
Siljansöringen är idag starkt hotad på grund av att den numera inte når sina ursprungliga lekplatser. Idag kan siljansöringen bara vandra några kilometer upp i älven till Säs, där vattenregleringsföretagen fångar lekfisk för fiskodling.
De kompensationsutsättningar av odlad fisk som gjorts har dock gett dåligt resultat och antalet lekfiskar som fångas blir allt färre.
Man gör också försök på att etablera självreproducerande stammar av siljansöring i små vattendrag som rinner ut i Siljan-systemet. Det är ännu för tidigt att säga hur detta kommer att utfalla. Det pågår också en kampanj med målsättningen att vattenregleringsföretagen skall bygga omlöp kring kraftverksdammarna. Via dessa omlöp skulle siljansöringen förmås att återfinna sina ursprungliga lekplatser. Det har även påbörjats med yngelutsättningar i Österdalälven med biflöden. Ynglen ska sedan vid 2 till 3 års ålder vandra ut i Siljan. Ny forskning visar att högst 30 procent av utvandrande smolt dör via vandringen till Siljan. Detta är den senaste lösningen som tros ska rädda Siljansöringen från utrotning.